# Frank el Punto
Frank el Punto mit bürgerlichem Namen Frank Ludwig Schaefer (* 17. Januar 1909 in Mainz; † 7. Februar 1972 in Sant Antoni de Portmany (San Antonio de Ibiza)) war ein deutscher Maler und Grafikdesigner, der sich seit 1955 auf Ibiza niedergelassen hatte. Bekannt war er wegen seines abstrakten, zugleich lyrischen Gestualismus in der Malerei. Seinen scherzhaften Künstlernamen „Frank el Punto“ nutzte er seit seiner Ankunft auf Ibiza. Er ist aus seinen Vornamen „Frank L.“ für „Frank Ludwig“ unter Auslassen des Nachnamens „Schaefer“ abgeleitet. Der Künstlername referiert zudem auf seinen lyrisch-kleckshaften Malstil und assoziiert eine Nähe zu dem herausragenden spanischen Maler El Greco. Schaefer hat seine Werke aus der Zeit in Ibiza mit „El Punto“ signiert.

## Künstlerischer Werdegang
Frank el Punto wurde als Sohn von Ludwig Ignaz Schaefer, Orchestermusiker bei den Mainzer Symphonikern, und Johanna Jacobine Berthes, die Ludwig Ignaz Schäfer als 63-Jähriger in zweiter Ehe heiratete, geboren. Er wuchs in einem künstlerisch geprägten Umfeld auf und absolvierte seine Grund- und höhere Schulbildung in Mainz. In den späten 1920er Jahren studierte Schaefer Bildende Kunst an der Universität der Künste in Berlin. Zudem hörte er Vorlesungen in Geschichte und Philosophie. Während des Studiums arbeitete er in den Berliner Siemens-Werken. Ohne jeden Zweifel beeinflusste die Verlegung des Bauhauses 1932 nach Berlin Schaefer künstlerisch. Er wählte seinen Berufseinstieg als Grafikdesigner, hörte in dieser Zeit trotzdem nicht auf zu malen. 1935 reiste er für eine Grafikdesignfirma nach Holland und nach Paris. 1937 arbeitete er auf eigene Rechnung in Dänemark, Österreich, der Schweiz und in Italien. In den Jahren zwischen 1935 und 1940 hatte er erste Ausstellungen in Berliner Galerien. Seine energischen figurativen Arbeiten aus dieser Zeit stehen dem Expressionismus von Emil Nolde und Oskar Kokoschka sehr nahe.
Zu Beginn des Zweiten Weltkrieges wurde er wegen eines Nierenleidens vom Fronteinsatz freigestellt und für administrative Tätigkeiten in der Luftfahrtindustrie eingesetzt. Das erwähnte Nierenleiden sollte ihn sein gesamtes Leben begleiten. Mitten in den Wirren des Zweiten Weltkrieges floh er mit seiner Frau Ingeborg und seiner gerade geborenen Tochter Christiane in ein abgelegenes Bauernhaus. Hier begann er mit dem abstrakten Expressionismus zu experimentieren. 1949, nach dem Zweiten Weltkrieg ging er nach Paris. Er lernte dort die führenden avantgardistischen Künstler mit ihren Werken kennen. Er selbst fertigte zu dieser Zeit Wandmalereien für Unternehmen als Auftragsarbeiten durch. Im Nachkriegsdeutschland wurden öffentliche Gelder für die Unterstützung der zeitgenössischen Kunst bereitgestellt. Schaefer profitierte von diesem Programm und ging deshalb 1950 nach Bremen. Hier lernte er 1952 mit Eberhard Lutze, eines der führenden Mitglieder dieser Kunstunterstützerkreise, kennen. Lutze blieb bis zum Tod des Künstlers dessen entschiedener Förderer. Aufgrund der gewährten Stipendien reiste Schaefer zu Studienzwecken zunächst nach Jugoslawien, später nach Frankreich und Spanien.
Im Sommer 1955 besuchte er zum ersten Mal Ibiza, wo er sich im folgenden Jahr in der Carrer de Santa Maria 8 in Dalt Vila, der Altstadt von Ibiza, niederließ. Dieser Umzug nach Ibiza markiert einen radikalen Bruch in seinem Künstlerleben. Er nimmt den Künstlernamen „El Punto“ an, mit dem er auch seit dieser Zeit all seine  Werke signiert. Sein Werk gewinnt ab jetzt einen absolut persönlichen Stil. Er beschäftigt sich ab jetzt ausschließlich mit der Malerei. In seiner Anfangszeit auf Ibiza nimmt El Punto Skizzen seiner Umwelt, besonders Skizzen von den Straßen in Dalt Vila auf. Bis etwa 1958 malt er figurativ und konkret. In den späten 1950er Jahren schafft er in einer orientalischen, komplexen und nur langsam voranschreitenden Technik Lack-Bilder auf Holztafeln. Die Motive bestehen aus schlicht und gleichzeitig dynamischen Linien und geometrischen Formen, die in kräftigen chromatischen Kontrasten realisiert sind. Er gibt diese Technik bald wegen ihres nur langsamen Voranschreitens auf. Mit dieser Technik sind ihm keine spontanen künstlerischen Äußerungen möglich. Ab 1958 malte er dann auf Leinwand äußerst lang- oder hochformatige Werke, die eine Nähe zum amerikanischen, abstrakten Expressionismus von Franz Kline und Robert Motherwell aufweisen. Auf einem stark bearbeiteten Hintergrund brachte er Schichten mit erdiger Farbe und darauf energische, kräftige Striche in verschiedenen Formen auf. Diese Werke wirken wie kalligrafische Zeichen, dick und in kräftigen Farben: Rot, Blau, Weiß und Schwarz. Seine letzten künstlerischen Arbeitsjahre von 1967 bis 1969 waren durch seine Krankheit und eine große persönliche Krise geprägt. Beides, die Krankheit und die Krise, spricht aus den Werken dieser Zeit. Die gestischen Formen zeigen sich jetzt ge- und zerbrochen, zerteilt in kurze schlichte Striche und Linien. Diese Formen organisieren sich über einem Hintergrund mit parallelen Linien.

## Öffentliches Wirken und öffentliche Wirkung
Nach seinen ersten Berliner Ausstellungen zwischen 1935 und 1940 stellte El Punto zwischen 1950 und 1954 mehrfach zu unterschiedlichsten Anlässen in Bremen aus. 1955, anlässlich seiner Ankunft, folgte die erste Ausstellung auf Ibiza in der Galerie „El Corsario“ und in der „Sala Vayreda“ in Barcelona. Ab dann präsentierte er sein Werk in ganz Europa und in verschiedenen Städten Spaniens. Er nahm mehrfach Teil an den Gemeinschaftsausstellungen der Abstrakten Künstler von Ibiza. 1964 erhielt El Punto auf der Kunst-Biennale den großen Preis der Insel Ibiza. 1970 hatte er eine Individualausstellung im „Ateneo“ in Madrid. 1971 partizipierte er an der ersten Ausstellung internationaler Künstler der Insel Ibiza. Diese Ausstellung wurde in der Kunstschule von Ibiza eröffnet und von der Stadtverwaltung und der Tourismus-Behörde organisiert.
El Punto starb 1972 früh mit 63 Jahren. Die Kunst-Biennale 1973, veranstaltete ein Jahr nach seinem Tod im Museum für zeitgenössische Kunst auf der Insel eine anthologische Ausstellung. Sein Werk weckte und weckt weiter kontinuierliches Interesse. Deswegen wurden und werden immer wieder anthologische Ausstellungen durchgeführt:
- 1973: Zu Ehren von El Punto, Galerie Haus Widmann, Österreich (mit einer Eröffnungsrede von Dr. Eberhard Lutze)
- 1991: Monografische Ausstellung El Punto, Galerie Van der Voort, Ibiza
- 1991: Ausstellung „Una visió històrica de la pintura a Eivissa, 1900 – 1959“ des Museums für Moderne und zeitgenössische Kunst, Ibiza mit einem Werk von El Punto
- 1993: Ausstellung „100 anys, 100 pintors, 1893 – 1993“ der Conselleria Cultura del Govern Balear, des Consell Insular de Mallorca und des Ajuntament de Palma in Sa Llonja, Palma mit einem Werk von El Punto
- 1996: Beteiligung an der Ausstellung „Abstraccions“ der Consellaria de Cultura del Govern balear
- 1998: Ausstellung „Eivissa, anys 60“ des Museums für Moderne und Zeitgenössische Kunst, Ibiza mit einem Werk von El Punto
- 1998/99: Monografische Ausstellung von „Sa Nostra“ (Caixa de Balears) in La Sala de Cultura, Ibiza
- 1999: Monografische Ausstellung von „Sa Nostra“ (Caixa de Balears) im Centre de Cultura von Palma de Mallorca

Aus all diesen Ausstellungen müssen die Ausstellung  von „Sa Nostra“, der „Caixa de Balears“ (Sparkasse der Balearen), von 1998/99 herausgehoben werden. Anlässlich dieser Ausstellungen wurde ein umfangreicher und bedeutender Katalog seines Gesamtwerkes herausgegeben.
El Punto hat in seinem Künstlerleben eine hoch intensive Ausstellungstätigkeit entfaltet. Neben Ausstellungen in Deutschland (Berlin, Bremen, München, Mainz, Bonn, Hamburg) und in Spanien (Barcelona, Murcia, Málaga, Madrid, València, Granada, Begur, Cádiz, Bilbao, Córdoba) hat er auch in Frankreich (Paris) und in der Schweiz (Zürich) ausgestellt. Es sind mehr als 40 Individual- und 35 Teilnahmen an Kollektivausstellungen zwischen 1951 und 1972 dokumentiert. Über ihn wurden Artikel in der „Gran Enciclopèdia de la Pintura i l’Escultura a les Balears“, im „Diccionari Ràfols“, in der „Enciclopèdia d’Eivissa i Formentera“ und in der „Enciclopèdia Catalana“ veröffentlicht.